# 卡拉羅阿烏帕齊拉
卡拉羅阿是孟加拉國的一個烏帕齊拉，位於庫爾納專區的薩德基拉縣。

## 人口
卡拉羅阿烏帕齊拉共有戶數35475戶。據1991年孟加拉國人口普查，該地共有人口190721人，其中男性佔比50.96%，女性49.04%；成年人口97044人。該地7歲以上人口之平均識字率為25.6%，低於全國平均值（32.4%）。